# ريجنالد وود
ريجنالد وود (بالإنجليزية: Reginald Wood)‏ (7 مارس 1860 - 6 يناير 1915) هو لاعب كريكت بريطاني (وحمل سابقاً جنسية المملكة المتحدة لبريطانيا العظمى وأيرلندا). شارك مع منتخب إنجلترا للكريكت.

## وصلات خارجية
- ريجنالد وود على موقع إي آس بي آن كريك إنفو (الإنجليزية)